# Saint-Pierre-des-Champs
Saint-Pierre-des-Champs es una comuna francesa situada en el departamento de Aude, en la región de Occitania.

## Demografía
| 189 | 155 | 152 | 121 | 134 | 127 | 182 |
| Para los censos de 1962 a 1999 la población legal corresponde a la población sin duplicidades (Fuente: INSEE [Consultar]) |     |     |     |     |     |     |